# Emilia Ferretti Viola
Emilia Ferretti Viola, nota anche con lo pseudonimo di Emma (Milano, 1844 – Roma, 1929), è stata una scrittrice italiana, autrice di Una fra tante e seguace delle idee di Anna Maria Mozzoni, una pioniera del femminismo.

## Biografia
Il romanzo Una fra tante, pubblicato nel 1878 dalla casa editrice Società editrice partenopea, ebbe all'epoca una certa risonanza e suscitò uno scandalo, la cui eco arrivò fino al Parlamento italiano. Motivo di tale risonanza è dovuto alla tematica trattata, ovvero la prostituzione e la critica al cosiddetto "Regolamento Cavour", norma entrata in vigore nel neonato Regno d'Italia per la regolamentazione dell'attività delle case chiuse.